# Север и Юг (мини-сериал)
«Север и Юг» — телевизионный мини-сериал, снятый по одноимённой трилогии Джона Джейкса, написанной в 1980-х годах и ставшей бестселлером.
Как и трилогия, мини-сериал «Север и юг» состоит из трёх частей: «Север и Юг», «Любовь и Война» и «Рай и Ад». Экранизации первых двух частей (1985 и 1986 годы соответственно) имели огромный успех, третья же была принята холодно как критиками, так и публикой.
«Север и Юг» — история дружбы двух молодых мужчин, которые учатся вместе в Вест-Пойнте. Один из них, Орри Мэйн, родился в семье плантаторов, в Южной Каролине. Другой, Джордж Хазард, живёт в пригороде Филадельфии (Пенсильвания). Его семья владеет несколькими фабриками.
Джон Джейкс использовал образ Мэйнов и Хазардов, чтобы показать ту разницу в укладе жизни и мировоззрении, которая обычно ведет к гражданской войне: Мэйны — южане-рабовладельцы, которые предпочитают аграрную экономику, тогда как Хазарды — северяне, развиваются с помощью мануфактур и промышленности.

## Сюжет
Сериал повествует о жизни двух семейств — рабовладельцев-южан Мэйнов и промышленников-северян Хазардов — на протяжении двадцати лет. В первой части главные герои, Орри Мэйн и Джордж Хазард — наследники, а впоследствии главы двух семей, вместе поступают и оканчивают военную академию Вест-Пойнт, где становятся друзьями, участвуют в Мексиканской войне, а после открывают совместное предприятие в Южной Каролине. Джордж счастливо женится, а Орри много лет вынужден бороться за свое счастье со своей возлюбленной Мадлен, которая замужем за другим. Несмотря на противоречия внутри своих семей и споры из-за рабства и судьбы Союза, Орри и Джордж сохраняют свою дружбу.
Вторая часть посвящена событиям Гражданской войны. Орри Мэйн и Джордж Хазард оба становятся генералами враждующих армий, однако остаются друзьями и помогают друг другу в критические моменты. Несмотря на военные действия, брат Джорджа — Билли Хазард — женится на младшей сестре Орри Мэйна — Бретт. В это время старый враг Орри и Джорджа — Элкан Бент — занимается контрабандой, чтобы нажиться на блокаде, и совместно с другой сестрой Орри — Эштон — плетет интриги, чтобы разлучить его с Мадлен. После окончания войны обе семьи, объединённые многолетней дружбой Орри и Джорджа, а также браком Билли и Бретт, воссоединяются.
Третья часть охватывает сравнительно небольшой временной промежуток после окончания войны, месть Элкана Бента Хазардам и Мэйнам и постигшее его возмездие.

## В главных ролях
Юг: 

Патрик Суэйзи — Орри Мэйн

Джени Фрэнсис — Бретт Мэйн Хаззард, младшая сестра Орри Мэйна 

Терри Гарбер — Эштон Мэйн Хантон, младшая сестра Орри Мэйна

Лесли-Энн Даун — Мадлен Фебрэ ЛаМотт Мэйн, возлюбленная/жена Орри Мэйна 

Дэвид Кэррэдин — Джастин ЛаМотт, муж Мадлен

Джин Симмонс — Кларисса, мать Орри, Эштон и Бретт

Льюис Смит — Чарльз Мэйн, кузен Орри и его сестер

Джим Мецлер — Джеймс Хантон, муж Эштон

Филип Каснофф — Элкан Бент, враг Джорджа и Орри
Север:

Джеймс Рид — Джордж Хазард 

Джон Стоквелл — Билли Хазард, младший брат Джорджа

Уэнди Килборн — Констанс, жена Джорджа Хазарда

Кёрсти Элли — Вирджилия Хазард Грейди, сестра Джорджа Хазарда

Инга Свенсон — Моуд, мать Джорджа и его братьев и сестры

Джонатан Фрейкс — Стэнли Хазард, брат Джорджа

Венди Фултон — Изабель, жена Стэнли

## Список серий

### Книга I: «Север и Юг»
- Первая серия (лето 1842 — лето 1844)

Молодой южанин Орри Мэйн, сын богатого плантатора из Южной Каролины, отправляется в Вест-Пойнт. В пути он встречает молодую красавицу Мадлен Фебрэ, и влюбляется в неё. В Нью-Йорке Орри знакомится с Джорджем Хазардом, старшим сыном пенсильванского промышленника, который тоже едет в Вест-Пойнт. Вскоре они становятся близкими друзьями.
В Академии они знакомятся с эгоистичным, неприятным человеком по имени Элкан Бент, курсантом из Джорджии. Бент, который впоследствии станет главным злодеем в фильме, привлекателен и льстив. Он скрывает свои дурные качества под шармом и приятной наружностью. Орри с Джорджем чувствуют неприязнь к Бенту. Последний использует свой статус, так как он выше по званию, чем два друга, чтобы всячески изводить их.
После двух лет учёбы в Академии молодые люди возвращаются на лето домой. Орри узнает, что Мэдлин выходит замуж за его жестокого соседа, плантатора Джастина ЛаМотта. На свадьбе выяснилось, что отец Мадлин прятал письма Орри, считая, что Джастин ей больше подходит. Орри убит этой новостью. Он ссорится со своим отцом, потому что не хочет, чтобы Салем Джонс, грубый и злой человек, управляющий плантацией Мэйнов, пытал и жестоко наказывал рабов.
- Вторая серия (осень 1844 — весна 1848)

Бент продолжает агрессивно относится к Джорджу, Орри и их друзьям. Последние, с помощью других курсантов, делают из Бента дурака, и он вынужден покинуть Академию. Когда он узнает, кто виновники его позора, он клянется отомстить им. Джордж и Орри заканчивают Вест-Пойнт. Их отправляют на Мексиканскую войну. Перед отъездом Орри на фронт Мадлен признается ему в любви.
Во время сражения при Чурубуско Бент, воспользовавшись своими политическими связями, чтобы получить повышение, приказывает Джорджу и Орри идти в наступление против превосходящих сил противника. Фактически Бент отправляет друзей на верную смерть. Но они не погибают. Орри тяжело ранен и остается на всю жизнь хромым. Джордж тем временем знакомится с Констанцией Флинт, дочерью ирландского католика, и влюбляется в неё. Они хотят пожениться.
Джордж увольняется из армии. После этого он избивает Бента и обещает убить его, если он, Бент, будет мешать Джорджу или Орри. Орри возвращается домой, где начинает пить, чтобы забыть о своих несчастьях.
- Третья серия (весна 1848 — лето 1854)

Джордж приглашает Орри стать его шафером. Орри снова чувствует себя полноценным человеком, он прекращает пить. Джордж и Констанция женятся. Отец Орри умирает, и теперь Орри — хозяин семейной плантации. Чарльз, двоюродный брат Орри, с которым у него не очень хорошие отношения, вызван на дуэль из-за женщины. Орри решает помочь своему кузену, и Чарльз выигрывает дуэль. Орри и Чарльз становятся друзьями. Мировоззрение последнего сильно меняется, и он решает уехать в Вест-Пойнт.
Мэйны навещают Хазардов в Пенсильвании. Сестра Орри Эштон заигрывает с братом Джорджа, Билли. Он и Чарльз собираются учиться в Вест-Пойнте вместе, как Орри и Джордж. Вирджилия приглашает Орри на собрание аболиционистов. Она произносит речь, в которой выступает против южан, при этом обвиняет их не только в реальных грехах, но и выдуманных. Назревает конфликт. На собрании Вирджилия своей пламенной речью производит сильное впечатление на слушающих, особенно на влиятельного джентльмена Сэма Грина, конгрессмена, который страстно влюбляется в Вирджилию.
Джордж решает вложить деньги в хлопковый завод Орри. Чтобы избежать ссоры, которая может возникнуть из-за вопроса о рабах, они решают не использовать их труд.
Мэйны уезжают домой, пригласив к себе Хазардов. Вирджилия, несмотря на то, что из-за её агрессивных речей в адрес южан вообще и Мэйнов в частности была ссора, просит взять также и её.
Орри встречается несколько раз с Мадлен, просит её бежать. Она, хотя её муж бьёт её, отказывается.
- Четвёртая серия (лето 1854 — осень 1856)

Хазарды приезжают к Мэйнам в Южную Каролину. Эштон кокетничает со всеми мужчинами на балу, устроенному в честь приезда Хазардов. Она соблазняет племянника Джастина ЛаМотта, Форста. Билли застает любовников, разочаровывается в девушке и начинает ухаживать за младшей сестрой Орри, Бретт. Вирджилия знакомится с одним из рабов Орри, по имени Грэйди, вступает с ним в любовную связь и помогает ему бежать на Север. Об этом узнает Эштон, она рассказывает об этом в присутствии всех Хазардов. Хазарды спешно покидают имение Мейнов и возвращаются домой.
Билли и Чарльз заканчивают Вест-Пойнт. Их направляют на службу в Техас. Мадлен открывает Орри тайну, о которой она сама недавно узнала: её прабабка была чернокожей рабыней. Для него это не имеет никакого значения, а Джастин за такое может и убить. Мадлен соглашается бежать с Орри. Но обстоятельства складываются не в их пользу. Эштон забеременела во время своих развлечений на выпускном в Вест-Пойнте. Она просит Мадлен о помощи, и та отвозит её к повивальной бабке, чтобы сделать аборт. Когда Мадлен возвращается домой, Джастин устраивает ей допрос по поводу её отсутствия, она ни в чём не признается. Тогда он запирает её в комнате, поэтому побег с Орри не состоялся.
Билли делает предложение Брэд.
- Пятая серия (весна 1857 — ноябрь 1860)

Джастин дает Мадлен опий, потому что он боится, что она уйдет от него из-за жестокого обращения.
Эштон выходит замуж за Джеймса Хантона, амбициозного, но безвольного политика. Эштон продолжает встречаться с Форбсом.
Вирджилия выходит замуж за Грэйди. Они вступают в армию лидера аболиционистского движения Джона Брауна. Вскоре Грэйди убивают. Вирджилия вне себя от горя и становится ещё агрессивнее по отношению к южанам.
Орри и Джордж ссорятся из-за вопроса о рабстве. Орри запрещает Бретт выходить замуж за Билли из-за неспокойной обстановки в стране. Бретт возмущена тем, что брат вмешивается в её жизнь. Она любит его, но уезжает к Эштон, не подозревая, что та — её злейший враг: Эштон надеется расстроить свадьбу Билли с сестрой, чтобы поквитаться с ним, ведь он предпочел Бретт Эштон.
- Шестая серия (6 ноября 1860 — апрель 1861)

Билли приезжает в Чарльстон, чтобы увидеться с Бретт. Эштон нанимает бродяг, чтобы убить молодого человека. Она делает это отчасти из-за зависти, отчасти оттого что Билли является янки. Однако Билли остаётся жив. Тем временем Авраам Линкольн избирается на пост президента. Орри приезжает к Джорджу и они мирятся. Орри дает разрешение на брак Бретт с Билли. Бретт и Билли женятся. Южные штаты выходят из Союза, что является предпосылками Гражданской войны.
Мадлен случайно узнает, что её муж и его племянник собираются убить Билли, когда он с Бретт будут ехать со свадьбы на железнодорожную станцию. Огромным усилием она собирает все свои силы, побеждает в драке Джастина и едет в Мон-Рояль, чтобы предупредить Мэйнов. Хотя Форбс с помощником уже напали на Билли и Бретт и, спровоцировав ссору и вызов на дуэль, собирались убить Билли, подоспели Чарльз и ещё несколько человек. Билли спасён.
Орри предоставляет Мадлен убежище от жестокости мужа в Мон-Рояле. Теперь, когда её уже не опаивают опиумом, Мадлен согласна развестись с мужем и выйти замуж за Орри. Тот закладывает Мон-Рояль, свою усадьбу, чтобы вернуть Джорджу его часть в хлопковом заводе, чтобы их сотрудничество не было использовано против них. Вирджилия, узнав о том, что приехал Орри, собирает перед домом толпу, которая требует выдать им «изменника»-южанина. Орри и Джорджу удается обойти разъяренных людей, и Орри садится на поезд, отправляющийся в Южную Каролину. На фоне всего этого начинается Гражданская война.

### Книга II: «Любовь и война»
- Первая серия (июнь 1861 — 21 июля 1861)

Орри и Чарльз уезжают на фронт. Орри, несмотря на то, что он был против выхода Южных штатов из Союза, становится генералом и военным советником президента Конфедерации Джефферсона Дэвиса в Ричмонде. Джордж и Билли в Вашингтоне, где они служат в армии Соединённых Штатов. Билли служит в полку стрелков, а Джордж становится военным советником Линкольна. Чарльз знакомится с Августой Барклай, красавицей из Вирджинии, которая провозит контрабандой лекарства для южан. Вирджилия хочет работать медсестрой в Вашингтоне, и просит Сэма Грина дать ей хорошие рекомендации. Эштон становится любовницей Бента, который считает, что Гражданская война — отличный способ заработать, прорывая блокаду и перевозя контрабандой предметы роскоши. Джеймс Хантон остается в неведении относительно адюльтера своей жены. Джастин похищает Мэдин из Мон-Рояля и поджигает сарай с хлопком. При тушении пожара мать Орри получает ранение. Происходит первое сражение при Булл Ране, в котором Север терпит поражение.
- Вторая серия (июль 1861 — лето 1862)

Узнав о том, что мать Орри плохо себя чувствует, Бретт со своей рабыней Семирамис отправляются из Вашингтона в Южную Каролину. Орри едет из Ричмонда домой. Он убивает Джастина в драке. Далее Орри и Мэдлин женятся. После этого Орри узнает о том, что Бент занимается контрабандой. Орри и ещё несколько человек хотят арестовать груз, который случайно возгорается. Патруль арестовывает корабли Бента, и Элкан вместо денег получает одни убытки. Он и Эштон в бешенстве. Бент рассказывает Эштон о том, что в Мэдлин есть негритянская кровь. Эштон предлагает использовать это, чтобы испортить жизнь Орри. В Мон-Рояль приезжают солдаты Конфедерации и увозят для армии почти всё продовольствие. Семья волнуется, потому что продуктов осталось очень мало. Тем временем, брат Джорджа, Стэнли, и его жена Изабель договариваются использовать на заводе дешёвую сталь плохого качества для отлития пушек.
- Третья серия (17 сентября 1862 — весна 1864)

Во время кровавой битвы при Энтитеме Чарльз и Билли чуть не убили друг друга, но каждый позволяет другому сбежать. Друг Чарльза Эмброуз убит в бою взрывом одной из некачественных пушек, сделанных Hazard Iron. Провозглашение освобождения рабов президентом Авраамом Линкольном дало свободу рабам из мятежных южных штатов. Большинство рабов покидают плантацию Мэйнов в Южной Каролине, но Эзра и Семирамис решают остаться, пока они не решат, что делать дальше со своей вновь обретенной свободой. Эштон приезжает на плантацию своей семьи, якобы чтобы увидеть свою выздоравливающую мать и сестру Бретт, но на самом деле, чтобы отомстить Орри за Бента. Эштон говорит Мэдлин, что она знает, что мать Мэдлин была дорогой чёрной проституткой в Новом Орлеане, и что, если Мэдлин не покинет Орри без объяснения причин, она раскроет этот секрет и разрушит репутацию Орри. Мадлен сбегает в Чарльстон, где знакомится с Рэйфом Бодином и начинает заботиться о бедных и сиротах города, страдающих от войны. После победы Севера в битве при Геттисберге Билли, которому надоела разлука со своей женой Бретт в течение почти двух лет, уходит из армии США и едет в Южную Каролину, где они с Бретт проводят время вместе. Эштон обнаруживает присутствие Билли и собирается сообщить местным властям, но Билли спасается, когда Бретт угрожает своей сестре вилами, чтобы Билли смог сбежать.
- Четвёртая серия (май 1864 — поздняя осень 1864)

Когда Билли возвращается в свой полк, его командир угрожает казнить его, если он вновь попробует уйти. Билли ставят во главе стрелков полка. Джордж, ставший генералом, попадает в плен во время рейда южан и отправляется в ужасную тюрьму Либби в Ричмонде, где его пытает начальник тюрьмы садист и психопат капитан Тернер. Орри ранят и пленного доставляют в больницу, где работает Вирджилия. Несмотря на её ненависть к южанам, она помогает ему выздороветь и бездействует, позволяя ему сбежать. Позже Вирджилию ошибочно обвиняют в том, что она позволила умереть раненому солдату с юга, и старшая медсестра мисс Нил хочет уволить её из больницы. В приступе ярости Вирджилия отталкивает пожилую женщину, в результате чего та теряет равновесие и падает на пол. Полагая, что миссис Нил мертва, Вирджилия в панике сбегает из больницы. Отчаявшись найти деньги и убежище, она обращается за помощью к конгрессмену Грину. Он дает ей деньги и защиту в обмен на секс. Чарльз спасает Августу от изнасилования северянами на своей ферме в Вирджинии, и они становятся любовниками.
- Пятая серия (декабрь 1864 — февраль 1865)

Война обернулась против Юга. Орри и Чарльз спасают Джорджа из тюрьмы Либби, убивая Тернера в драке, и позволяют Джорджу вернуться на север. Мэдлин помогает голодным людям в Чарльстоне. Вернувшись домой, Джордж узнает о незаконных действиях своего брата и невестки по использованию дешёвого железа для изготовления пушек и заставляет Стэнли и Изабель признать свою вину. В то время как Изабель остается дерзкой и подлой, Стэнли выражает сожаление Джорджу и клянется искупить свои преступления. Бент пытается убить Мэдлин в Чарльстоне, но её защищает её друг Рэйф, который спасает Мэдлин, но получает смертельный выстрел от Бента. Бент вербует Джеймса Хантона, чтобы тот помог ему в его заговоре по свержению правительства Конфедерации. Все ещё не подозревая о романе Бента и Эштон, Хантон действует как двойной агент, собирающий разведданные о запланированном перевороте и сообщающий о действиях Джефферсону Дэвису. Президент Конфедерации приказывает Орри подавить запланированную революцию. В финальном бою Орри и Хантон атакуют убежище Бента недалеко от Ричмонда. Бент (вероятно) убит, когда боеприпасы, которые он прятал в сарае, взорвались. Эштон признается Джеймсу в своих изменах, в заговоре с целью убить Билли, в совершенном аборте, и говорит Орри, что она помогла Бенту прогнать Мэдлин. Орри снова приходит в ярость из-за его секретов и действий Эштон против семей Мэйнов и Хазардов и говорит, что никогда больше не хочет видеть свою сестру. Эштон умоляет Хантона о прощении, но он говорит ей, что уже слишком поздно, намекая, что он, также сердит на её измену и никогда не хочет видеть её снова.
- Шестая серия (март 1865 — апрель 1865)

Бои заканчиваются победой Севера. Орри и Джордж ведут войска друг против друга в последней большой битве под Петербургом; Орри ранен. Генерал Конфедерации Роберт Ли сдает армию Северной Вирджинии генералу армии США Улиссу Гранту, обсуждая условия капитуляции в Аппоматтоксе. Когда война закончилась, Чарльз приезжает на ферму Августы и обнаруживает, что она умерла, родив ему сына. Он едет в Чарльстон и забирает своего ребёнка у жены дяди Августы. Билли также уходит из армии и воссоединяется с Бретт на плантации её семьи. Конгрессмен Грин заканчивает роман с Вирджилией, который он считает вредным для своей политической карьеры. Вирджилия узнает, что Грин солгал ей о серьёзности обвинений и использовал Вирджилию для собственного удовлетворения. Она убивает конгрессмена, и её приговаривают к смертной казни через повешение. Во время последней встречи перед казнью они с Джорджем плачут. Джордж узнает, что Орри ранен, и ищет его, в конце концов находя его в госпитале. Их воссоединение омрачено новостью, что президент Линкольн был застрелен. Джордж помогает Орри найти Мэдлин, которая сообщает, что у них с Орри есть сын. Орри, Мэдлин, их ребёнок и Джордж отправляются на плантацию Мэйнов. Салем Джонс, жестокий бывший смотритель плантации, присоединяется к банде одного из бывших рабов, Каффи. Они нападают на плантацию Мэйнов и сжигают особняк, прежде чем их атаку отбивают Чарльз, Билли и Эзра. Во время атаки прибывают Орри, Джордж и Мэдлин. Первые двое помогают отбиться от нападавших. Мать Орри убита в результате нападения Каффи при попытке защитить Семирамис, но Каффи застрелен Чарльзом. А Салема Джонса убивает Бретт, когда он готовится стрелять в Билли. Орри и Джордж решают возобновить дружбу их семей. Джордж соглашается помочь Орри восстановить его особняк, вновь открыв хлопчатобумажную фабрику и позволив Орри заработать денег. Две семьи оставляют сгоревшие и разрушенные руины, чтобы двигаться вперед.